# 青ヶ島
青ヶ島（あおがしま）は、伊豆諸島に属する火山島で、本諸島の有人島としては最南端にある。本州から遥か南方の太平洋上に位置し、都心からは約360キロメートル、最も近い八丈島からは、南へ約70キロメートルほど離れている。

## 概要
全島が東京都青ヶ島村に属し、住所は全世帯で無番地である。産業に乏しく本土との往来も難しいため、人口減少が続いており、2024年5月1日現在の人口は162人、世帯数は113世帯である。現在、青ヶ島村は日本の市町村の中で最も人口が少ない。島内に青ヶ島小中学校が存在するが、高校以上の教育機関が存在しないため、進学する生徒は島を離れなければならない。また、全人口が島の高地である外輪山側に住み、そのほぼ全員が標高100メートル以上の海を見渡す高台に居住していることから、「海上のマチュピチュ」や「東洋のマチュピチュ」などと呼ばれることがある。
「青酎（あおちゅう）」という島特産の焼酎があり、杜氏の数だけ個性がある。青酎のなかには杜氏の高齢化、後継者不在によって製造継続が不可となり、現存しないものもある。

### インフラストラクチャー

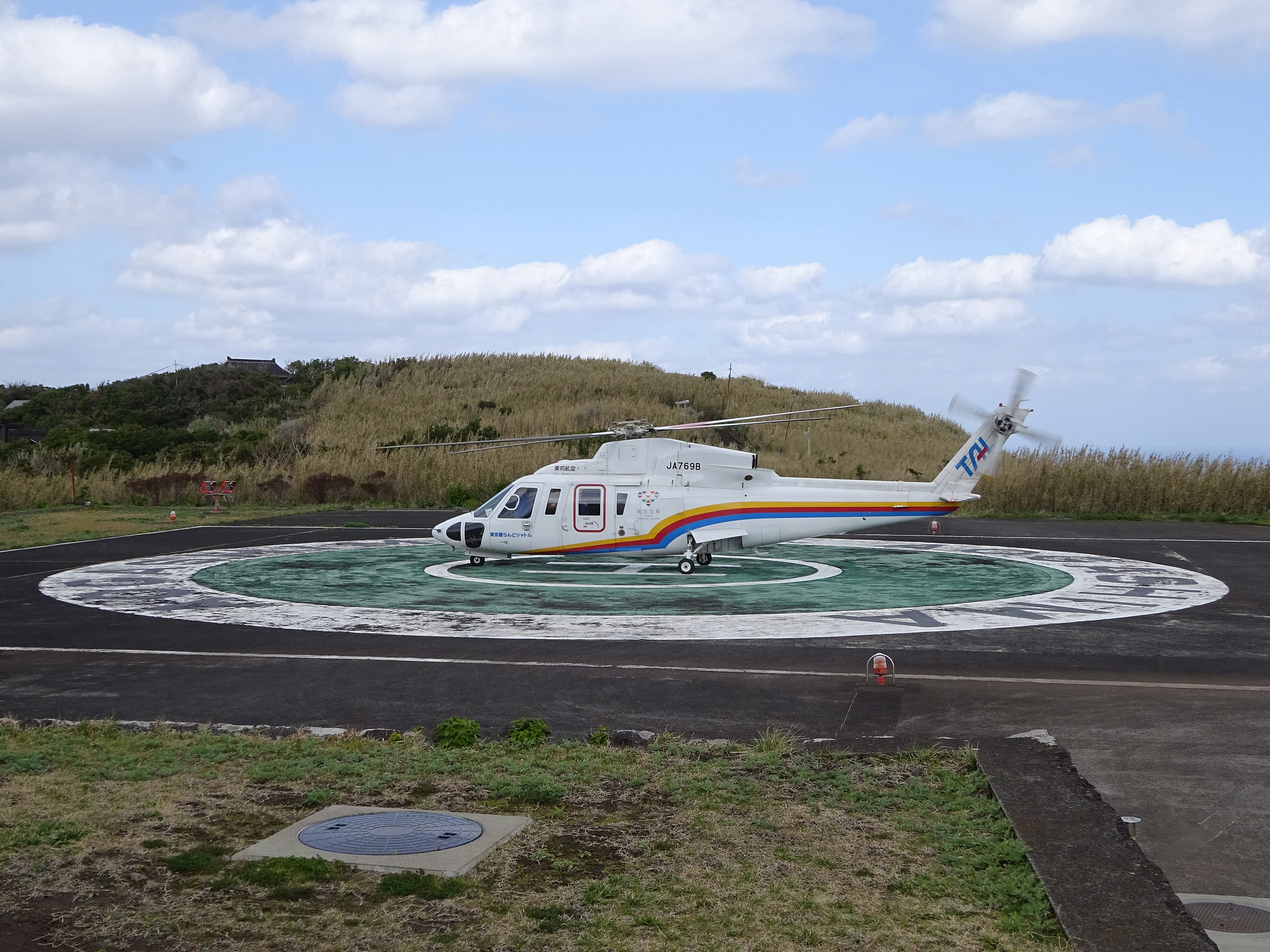
青ヶ島のヘリポート上の「東京愛らんどシャトル」。

島までの交通機関はすべて八丈島を経由して発着する、いわゆる「二次離島」である。連絡船のあおがしま丸や、くろしお丸（2022年2月から就航）は悪天候による欠航が多く、ヘリコミューターの東京愛らんどシャトルは、船より速いものの定員が少ないという往来の困難さゆえに、観光目的で島を訪れる人は、年間 900 - 1,800人程度である。
2010年代に入って、インターネット経由で世界的に存在が認知されたことで、島内の許容範囲を超える観光客が押し寄せている。特に、2014年から2016年までに掛けてアメリカ合衆国の著名な組織のWebサイトで記事が相次いで掲載されたことで、世界中から取材班や観光客が集まるようになり、数少ない交通機関の予約（特に東京愛らんどシャトル）はさらに困難になった。愛らんどシャトルは島民の生活にも欠かせない手段であり、予約が取りにくくなったことで、島民の往来にも支障が発生している。また、青ヶ島村において外国語での電話取材や外国人観光客への対応で問題が発生している。
島内の電力は、島北部の集落にただ1つ存在する東京電力パワーグリッドの内燃力発電により供給されている。

## 地理

### 地形

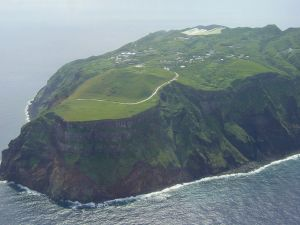
北端部

海面上の本島は北北西-南南東3.5キロメートル、西南西-東北東2.5キロメートルであるが、これは海面下の基底15キロメートル×8キロメートル、海底からの比高は1,100メートルの火山の頂上部である。
外輪山によって周囲の海から隔てられ、カルデラ底が陸上に露出しているという特異な地形を持つ。
海面上の青ヶ島火山は、北部の黒崎火山とそれを覆う南部の主成層火山の2つの火山体で構成されている。主成層火山の頂部には直径約1.7×1.5キロメートルの小カルデラ（池之沢火口）があり、その中に中央火口丘の丸山火砕丘がある。
この島における最高地点は丸山を取り囲んでいる外輪山の北西部分に当たる大凸部（おおとんぶ）で、標高423メートルである。島の外周部は、高さが50メートルから200メートル程度の切り立った海食崖でとり囲まれている。砂浜は無い。

### 火山
日本の気象庁によって火山活動度ランクCの活火山に指定されており、常時観測火山にも選定されている。

### 地名など

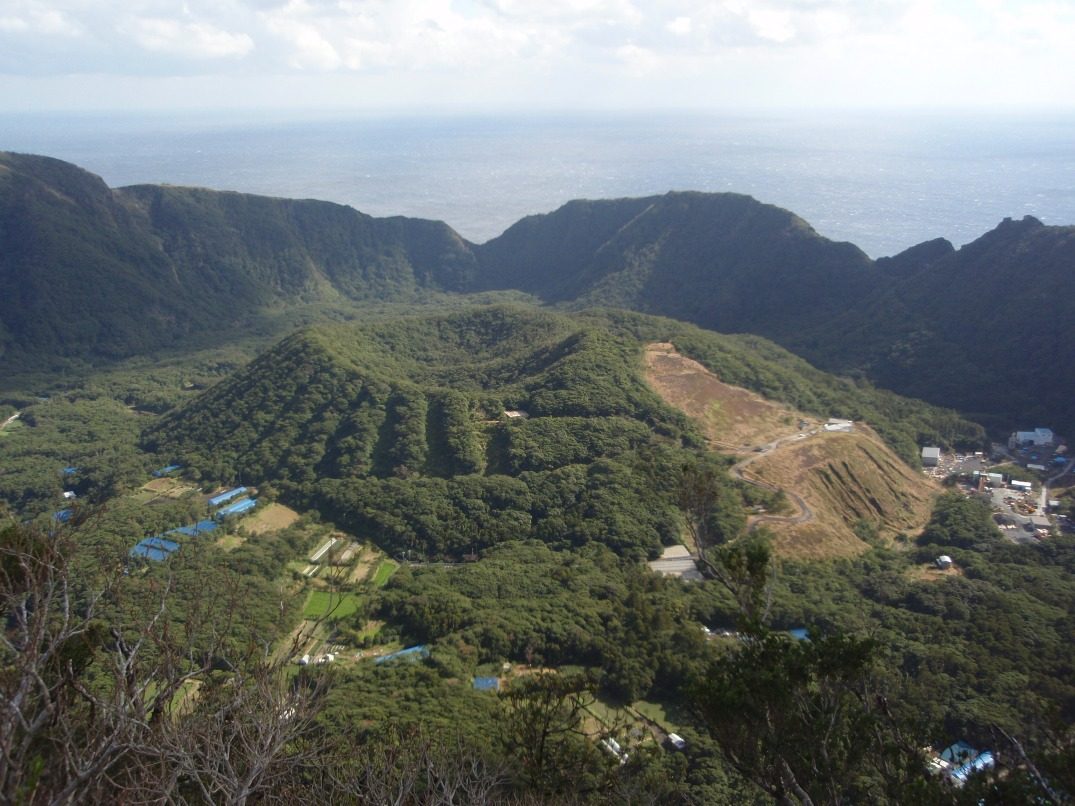
尾山展望公園から見る丸山。

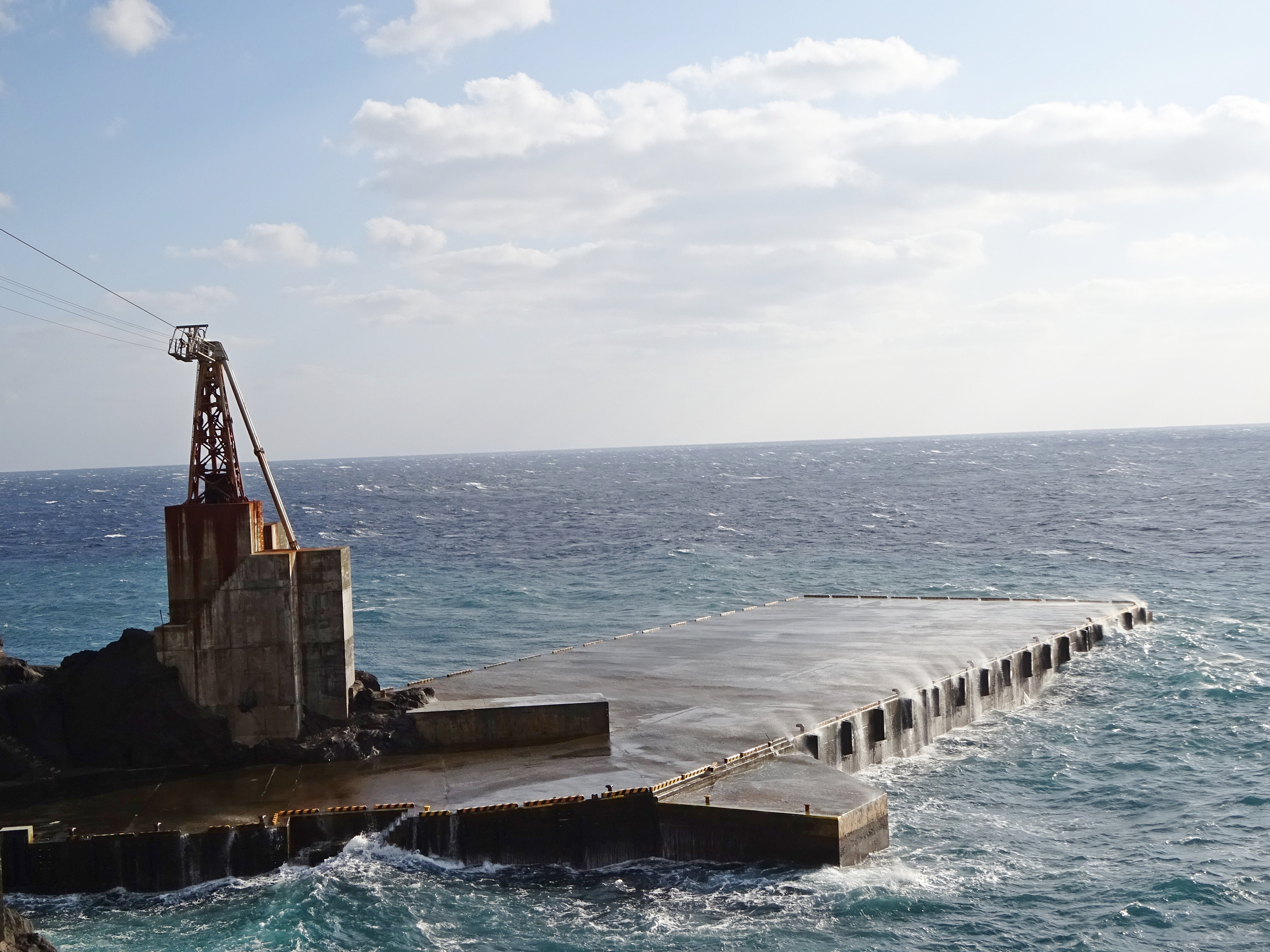
三宝港の旧埠頭。

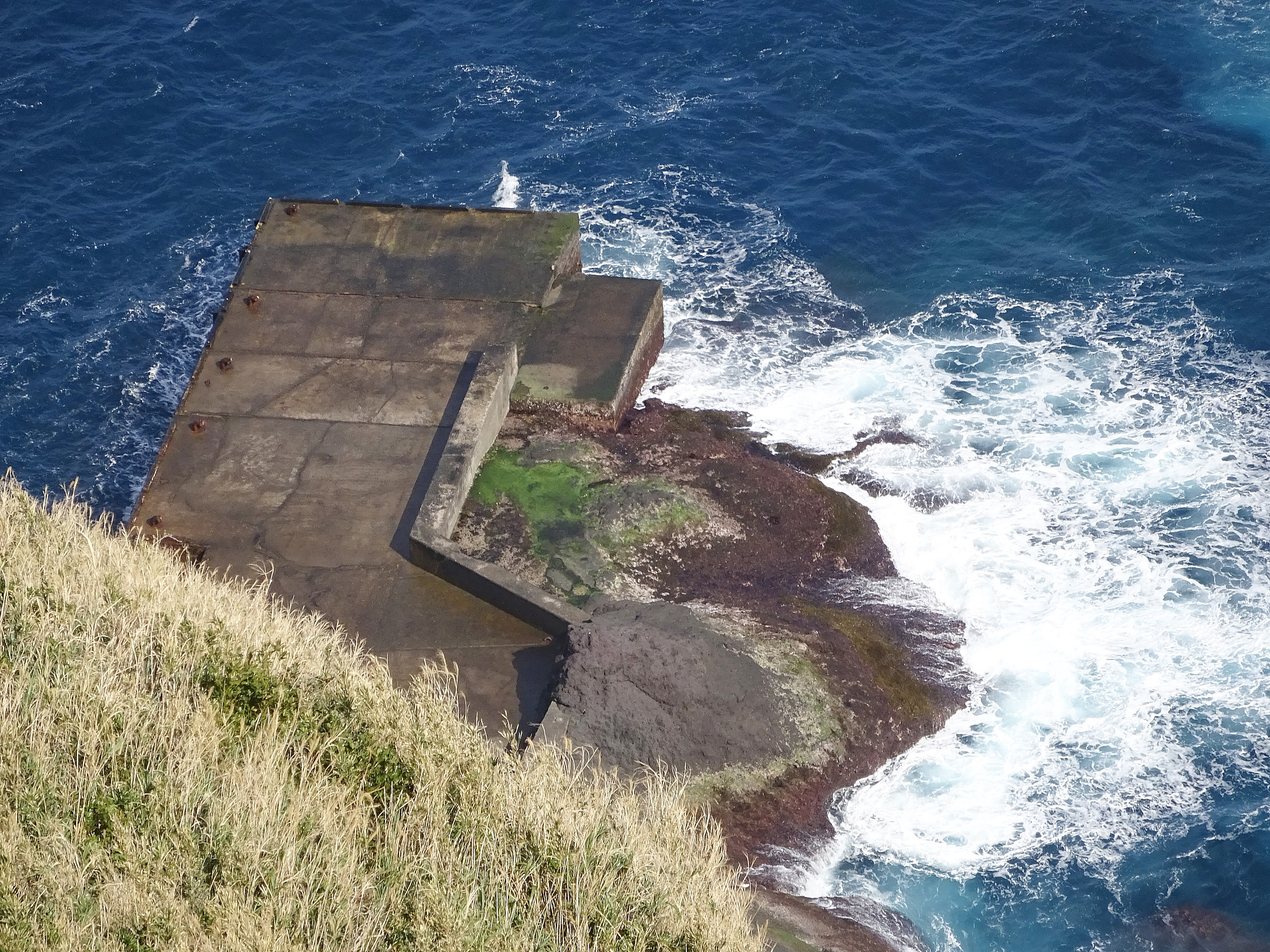
使用中止となっている大千代港。

本島の北部でカルデラの外側の岡部に、休戸郷（やすんどごう）と西郷（にしごう）の2つの集落が存在する。また、本島の北端部やカルデラ内の数か所には多数の地熱蒸気噴気孔『ひんぎゃ（火の際、ひのきわ）』が在り、黒崎海岸には海中温泉がある。なお、住所上はこれらの地名は表記されず、島内全域が「東京都青ヶ島村無番地」である。
池之沢
カルデラ内の領域。この地名は天明の大噴火以前には大小2つの池があったことに由来する。池之沢内は「金土ヶ平」や、樹齢230年を越えるスギ「大杉」が茂る「恋ヶ奥」などに細分化される。火口付近であることからひんぎゃが多く存在し、絶滅危惧種のオオタニワタリが群生している。
浜路ヶ平
天明の大噴火以前に池之沢の東南部に集落を有した狭隘な平坦地で、現在は無人である。
岡部
休戸郷と西郷の集落がある青ヶ島北部。東側が休戸郷で西側が西郷である。また、それらの中間は「中原」とも呼ばれることもあり、村営住宅の名称などに使われている。住宅や公共施設等はここに集中している。ここは、島の大部分を占める二重式火山の池之沢に対して、「岡部」と呼ばれることもある。
神子ノ浦（みこのうら）
岡部の北側の断崖の下の岩石海岸。集落から平面距離的には近いため、20世紀半ばまで船着場として使われていた。当地まで断崖絶壁を降りる道が崩落しており、現在は通行不可能。断崖の上には展望台が建設されている。
大凸部（おおとんぶ）
外輪山の北西に位置する標高423メートルの山で、青ヶ島の最高地点でもある。
大人ヶ凸部（おおじんがとんぶ）
外輪山東南部に位置する標高334メートルの山。
丸山
1785年の天明の大噴火で形成された標高223メートルの内輪山（火口丘）。内輪山を一周することができるように整備された丸山遊歩道の途中には、富士様と呼ばれる神社がある。
尾山
外輪山北側の展望公園として整備されている標高400メートルの頂。
大千代
島の南東部にある岬。三宝港を補うために埠頭が建設されたが、1994年9月27日に付近の斜面が崩落し、村道18号線（大千代港線）が寸断されてしまったため、現在は埠頭に行くことは不可能。東京都は「大千代港への取付道路の整備は課題であるが、崩落の改修は技術的にも相当困難な状況である」と結論しており、事実上放棄されている。
青ヶ島港（三宝港）
島の南西部にある港。21世紀現在では、島で唯一となった使用中の港である。

### 気候
気候は温暖湿潤気候(Cfa)。本州よりは暖かい気候であるが、沖縄やハワイ等と比較して緯度が高いため、常夏の島といえるほど暖かくはない。緯度は九州の宮崎県とほぼ同じ。島全体を黒潮暖流の流れに包まれ、年間平均気温では東京はもちろん宮崎県よりもいくらか高く、一年を通じて10 - 25度。ただし、島内の集落がいずれも標高250メートル以上にあるため、いったん島に上がれば八丈島などほかの島々よりやや涼しく感じられる。湿度が年間平均85パーセントと伊豆諸島のなかで特別高い。
孤島であるため、天候が変化しやすいほかに、海からの強風に常に晒され続けており、自動車が飛ばされるほどの風が吹くこともある。

## 歴史
いつから人が本島に定住するようになったかについては不明であるが、徐福伝説によれば、男女が同じ島に住むと神の祟りがあると信じられた時代があり、女人禁制の島だったとされる。本島が歴史上に表れるのは15世紀頃からであるが、海難事故を記録したものがほとんどである。『保元物語』に登場する源為朝が訪れた鬼島を青ヶ島とする説がある。

### 火山活動史

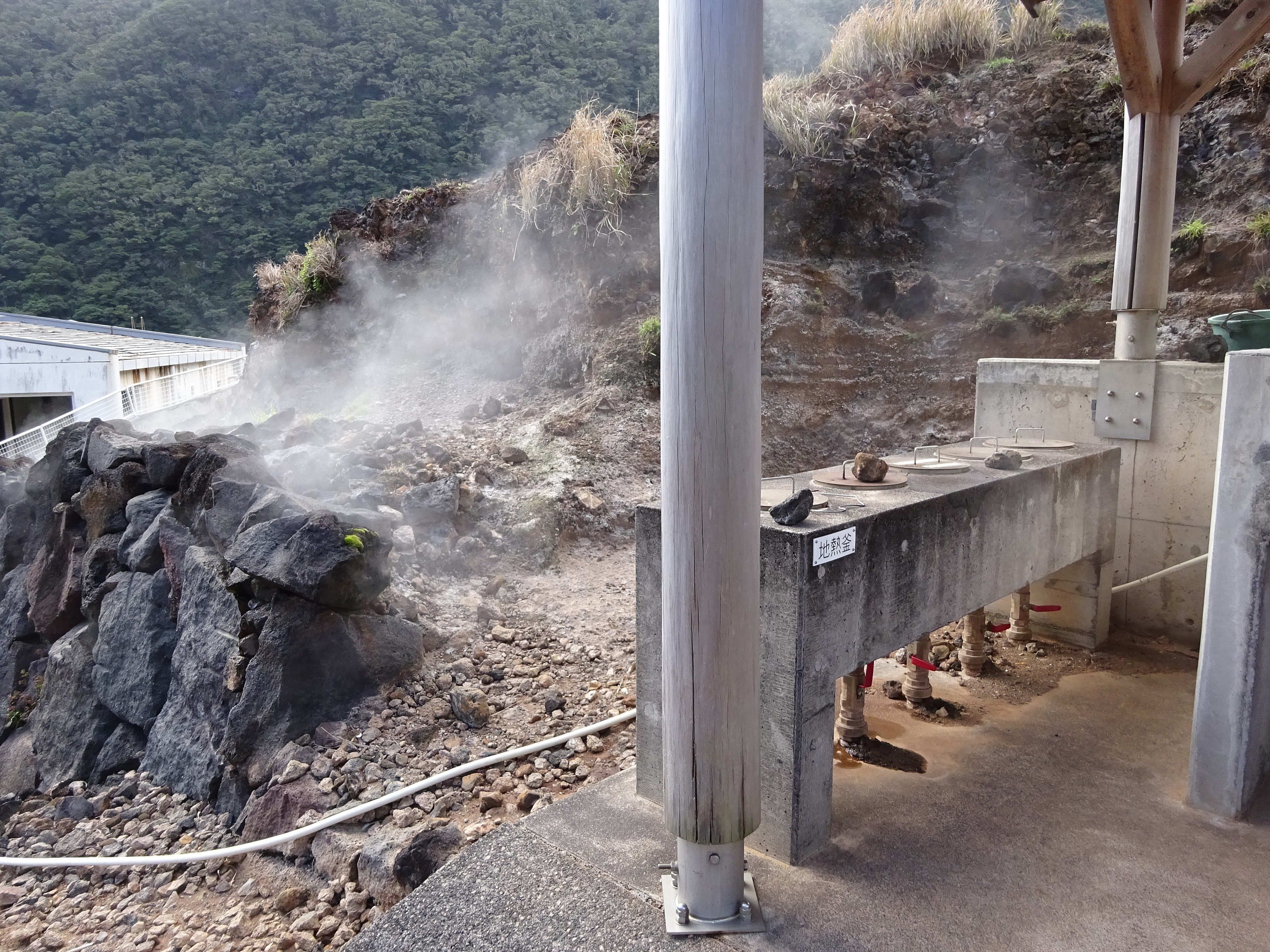
噴気熱（ひんぎゃ）を利用した釜。

青ヶ島は第四紀火山である。最近1万年間の活動は主成層火山で発生している。約3,600年前に北西山腹で割れ目噴火があった。
- 約3,000年前 - 大規模なマグマ水蒸気爆発が発生し、火砕サージが全島を覆った。3,000年前から2,400年前までの間に、本島の南東部にあった火口状の凹地を埋める溶岩流とスコリアが噴出し、東部や北部に多量のスコリアが降下する噴火も発生した。その後、岩屑雪崩が発生して、最終的には池之沢火口が形成された[22]。
- 1652年 - 噴煙が上がり[23]、1670年から約10年間にわたって大池から火山灰が噴出した[24]。
- 1780年7月 - 群発地震が発生し、8月に大池・小池の水位と水温が上昇した。
- 1781年5月3日 - 地震が群発し、翌日には降灰が起こった。
- 1785年4月18日 - 発生した火山活動により全家屋63戸が焼失した[18]。火口内に溶岩流とスコリアによる丸山火砕丘が形成され、翌年の噴火に掛けて成長した。この天明の大噴火は5月末まで続いたとされる。このとき、島民327人のうち八丈島への避難が間に合わなかった約130人が死亡したと考えられており[注 2]、1824年に名主の佐々木次郎太夫らが還住（全島帰還）を果たすまでの約40年間にわたって無人島となった。

18世紀の活動以降、顕著な火山活動は無い。噴気活動も少なく、池の沢火口内壁と丸山周辺に水蒸気を主成分とする噴気が見られるだけである。

## 作品
映画
- 青ヶ島の子供たち 女教師の記録
- アイランドタイムズ

小説
- アイランドタイムズ

漫画
- 鬼虫
- 今日からここで暮らシマす!?

ノンフィクション
- 三田村信行『火の島に生きる 悲劇の島・青ヶ島の記録』（1987年7月、偕成社、ISBN 4-0363-4210-X）

## 関連画像

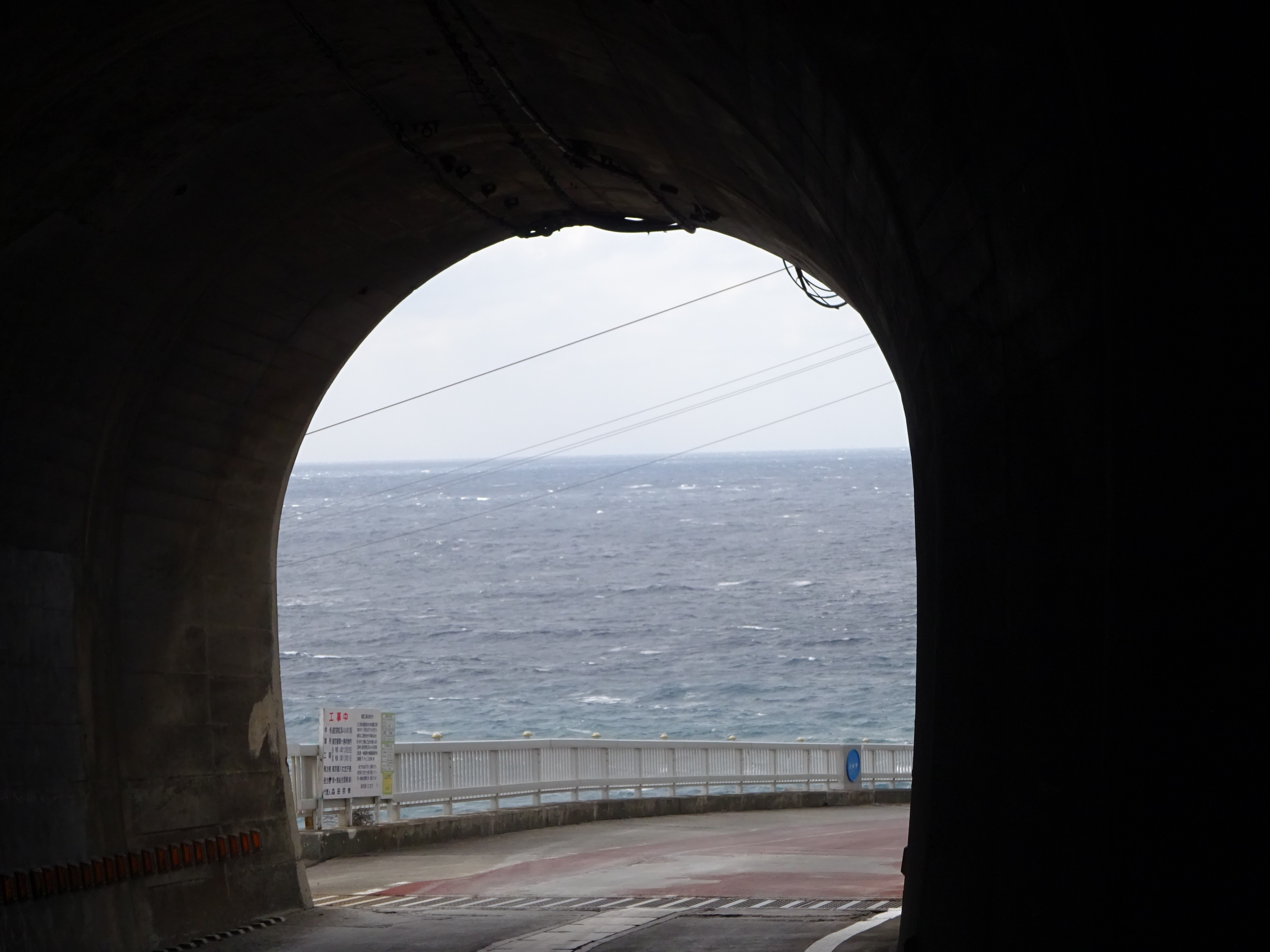
青宝トンネルの出口。
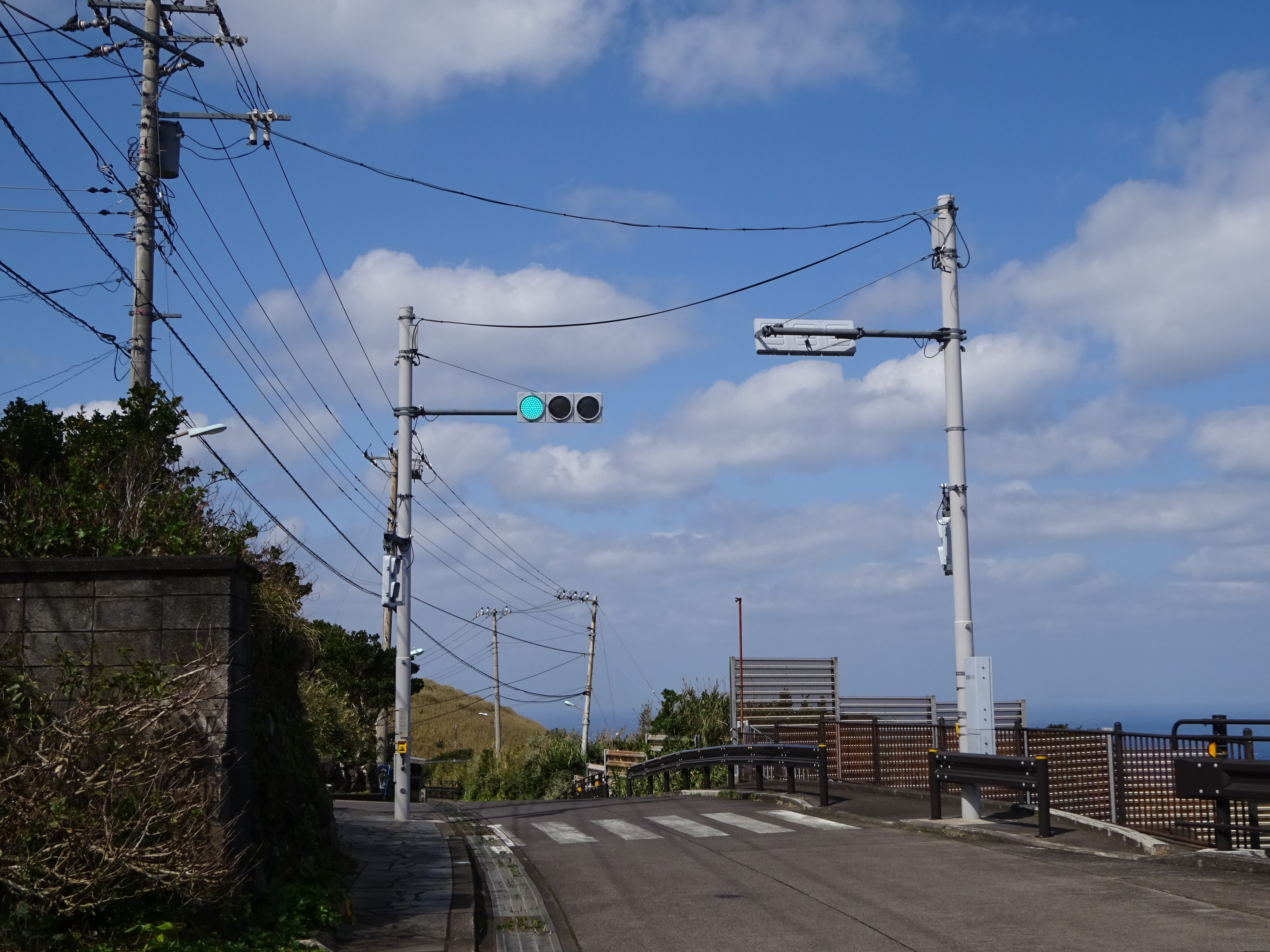
島内唯一の信号機。
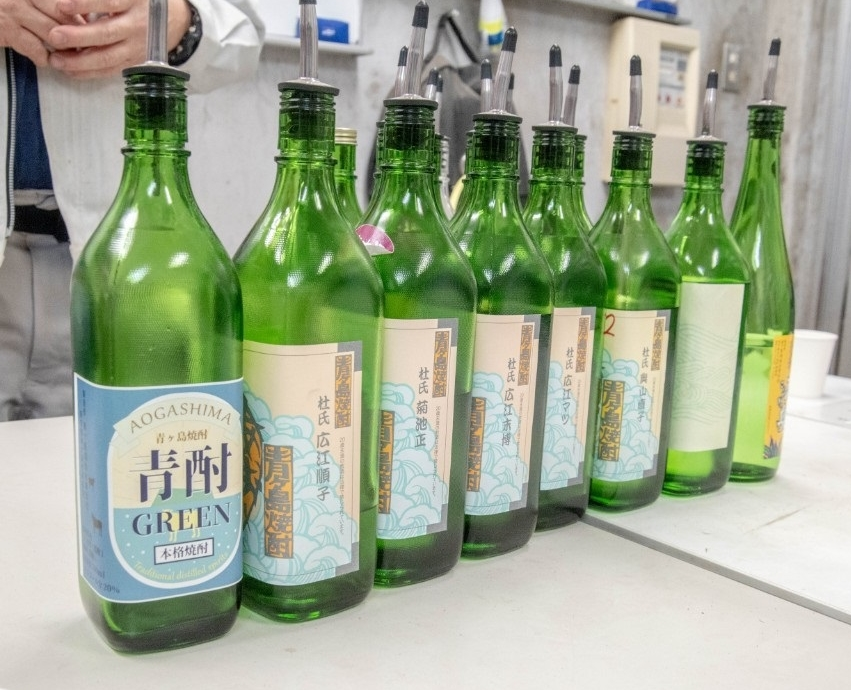
青酎のラインナップ。
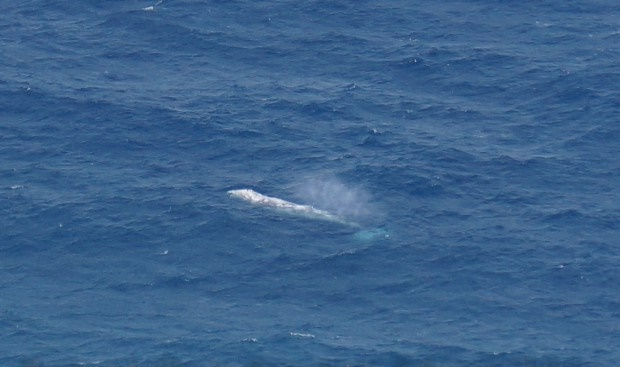
青ヶ島で観察された絶滅危惧種のコククジラ。